# Cuyalí
Cuyalí är en ort i Honduras.   Den ligger i departementet El Paraíso, i den södra delen av landet, 70 km öster om huvudstaden Tegucigalpa. Cuyalí ligger 772 meter över havet och antalet invånare är 1 572.
Terrängen runt Cuyalí är kuperad åt sydost, men åt nordväst är den platt. Runt Cuyalí är det tätbefolkat, med 459 invånare per kvadratkilometer. Närmaste större samhälle är El Paraíso, 1,8 km söder om Cuyalí. Omgivningarna runt Cuyalí är en mosaik av jordbruksmark och naturlig växtlighet.